# Lethal Industry
Lethal Industry è un brano musicale contenuto nel primo album di DJ Tiësto, pubblicato ufficialmente come singolo nel 2001.
Tiësto ha suonato il brano in concerto con l'aiuto di un violino, diventando il primo DJ ad esibirsi con tale strumento.